# Osăm
Osăm (bulgariska: Осъм) är ett vattendrag i Bulgarien. Det ligger i regionen Pleven, i den norra delen av landet, 170 km nordost om huvudstaden Sofia.